# Lennart Carleson
Lennart Axel Edvard Carleson (ur. 18 marca 1928 w Sztokholmie) – szwedzki matematyk, znany z prac w dziedzinie analizy harmonicznej.

## Życiorys
Carleson studiował pod kierunkiem Arne Beurlinga. W 1950 uzyskał tytuł doktora na Uniwersytecie w Uppsali. Później został profesorem tej uczelni oraz Królewskiego Instytutu Technicznego w Sztokholmie i Uniwersytetu Kalifornijskiego w Los Angeles. W latach 1968–1984 pracował jako dyrektor Mittag-Leffler Institute w Djursholm koło Sztokholmu, zaś od 1978 do 1982 sprawował funkcję prezydenta Międzynarodowej Unii Matematycznej.
Carleson jest żonaty z Butte Jonsson od 1953, ma z nią dwójkę dzieci: Caspara (ur. 1955) i Beatrice (ur. 1958].

## Praca naukowa
Carleson znany jest z udowodnienia w roku 1966 ważnego twierdzenia analizy harmonicznej mówiącego, iż każda szereg Fouriera każdej funkcji całkowalnej z kwadratem (przy pewnych naturalnych założeniach) jest do niej punktowo zbieżny prawie wszędzie. Carleson pracuje również nad teorią układów dynamicznych. Wyróżnił pewną klasę miar borelowskich w przestrzeniach euklidesowych, zwanych dziś miarami Carlesona, które mają istotne znaczenie w analizie harmonicznej i teorii równań różniczkowych cząstkowych.

## Nagrody
Carleson otrzymał:
- Nagrodę Wolfa w roku 1992,
- Medal Łomonosowa w roku 2002,
- Medal Sylvestera w 2003[2],
- Nagrodę Abela w 2006.